# 姚桥镇
姚桥镇位于江苏省镇江市东部镇江新区，东临扬中市，南临丹阳市，西临丁岗镇，北临大路镇，总面积55.88平方公里，耕地2770.8公顷，集镇面积3.2平方公里，辖28个行政村，1个居委会。

## 行政区划
现辖：
姚镇社区、石桥社区、姚镇村、伏漕村、仲宝村、迎北村、迎滨村、大东村、三桥村、石桥村、红光村、华山村、庄基村、儒里村、兴隆村和茂华村。

## 中国传统村落
2013年8月，华山村、儒里村获批第二批中国传统村落。